# Кріс Мартін (футболіст, 1988)
Кріс Мартін (англ. Chris Martin; нар. 4 листопада 1988, Норвіч) — англійський та шотландський футболіст, нападник клубу «Бристоль Роверз».

## Клубна кар'єра
Народився 4 листопада 1988 року в місті Норвіч. Вихованець футбольної школи клубу «Норвіч Сіті». Дорослу футбольну кар'єру розпочав 2006 року в основній команді того ж клубу, в якій провів два сезони. 
Згодом з 2008 по 2013 рік крім виступів за «Норвіч» грав також в оренді за команди клубів «Лутон Таун», «Крістал Пелес» та «Свіндон Таун».
Своєю грою за останню команду привернув увагу представників тренерського штабу клубу «Дербі Каунті», до складу якого приєднався 2013 року. Відіграв за клуб з Дербі наступні три сезони своєї ігрової кар'єри. Більшість часу, проведеного у складі «Дербі Каунті», був основним гравцем атакувальної ланки команди. У складі «Дербі Каунті» був одним з головних бомбардирів команди, маючи середню результативність на рівні 0,4 голу за гру першості.
У 2016 був орендований клубом «Фулгем» до кінця сезону. 31 січня 2018 року також на правах оренди відправився до клубу «Редінг». 31 серпня 2018 року орендоавний клубом «Галл Сіті».
3 вересня 2020 року Кріс підписав дворічну угоду з «Бристоль Сіті».
6 лютого 2023 року Мартін підписав однорічний контракт з «Квінз Парк Рейнджерс».
27 вересня 2023 року перейшов до клубу «Бристоль Роверз».

## Виступи за збірні
2007 року дебютував у складі юнацької збірної Англії, взяв участь у 4 іграх на юнацькому рівні, відзначившись 2 забитими голами.
2014 року гравець, чий батько походив з Глазго, отримав запрошення від національної збірної Шотландії і дебютував в офіційних матчах у її складі. Наразі провів у формі цієї збірної 17 матчів, забивши 3 голи.

## Титули і досягнення

### Клубні
«Лутон Таун»
- Володар Трофею Футбольної ліги (1): 2009

«Норвіч Сіті»
- Чемпіон першої футбольної ліги (1): 2009–10[6]